# Eduard Maličovský
Eduard Maličovský (...) è un giocatore di football americano ceco, che gioca come wide receiver per i Prague Black Panthers..